# 永富独嘯庵
永富 独嘯庵（ながとみ どくしょうあん、享保17年2月14日（1732年3月10日） - 明和3年3月5日（1766年4月13日）は江戸時代中期の医師である。山脇東洋の門下であり、古方派の医師であるが、古方派に欠けるところは西洋医学などで補うことを主張した。35歳で没した。

## 生涯
長門国豊浦郡宇部村(山口県下関市長府町王司)に生まれた。幼名は鳳介。13歳で医師、永富友庵の養子となった。14歳で江戸に出て医学の修業を始めるが、医学にあきたらず山県周南のもとで儒学を学んだ。17歳で帰郷して儒学を講じてすごすが、京都の古方派の山脇東洋や香川修庵の存在を知り、京都に赴き東洋の門人となった。以後、医学に熱意をもって取り組み、その才能は広く知られるようになった。諸侯から多くの招聘の声がかかるが、東洋は任官を勧めなかった。21歳の時、東洋に命じられて越前の奥村良筑のもとに赴き、「吐方」（嘔吐させて治療する方法）を学んだ。29歳の時、病をため、家を離れ諸国を漫遊した。長崎ではオランダ医学を吉雄耕牛に学んだ。この旅行の見聞をまとめて『漫遊雑記』として著された。『漫遊雑記』を華岡青洲が読み、乳がん手術を行う契機になったとされる。30歳のとき大阪で開業し、多くの門人を育てるが35歳で病没した。
著書に『漫遊雑記』『吐方考』『嚢語』などがある。独嘯庵の言葉に、「病を診すること年ごとに多きに技為すこと年ごとに拙し。益々知る、理を究ることは易く、事に応ずることは難きことを。」がある。
大正5年（1916年）、正五位を追贈された。